# Macrocyprina maddocksae
Macrocyprina maddocksae is een mosselkreeftjessoort uit de familie van de Macrocyprididae. De wetenschappelijke naam van de soort is voor het eerst geldig gepubliceerd in 2004 door Brandão.